# Крапивинская ГЭС
Крапивинская ГЭС — недостроенная гидроэлектростанция на реке Томь в Кемеровской области, у посёлка Зеленогорский Крапивинского района. Строительство станции, начатое в 1976 году, было остановлено в 1989 году. Сооружения Крапивинского гидроузла находятся на балансе Федерального государственного водохозяйственного учреждения «ВерхеОбьрегионводхоз», находящегося в подчинении Федерального агентства водных ресурсов. Рассматривается возможность возобновления строительства станции, интерес к проекту проявляют компании РусГидро и En+. 

## Конструкция станции
Крапивинская ГЭС представляет собой средненапорную плотинную гидроэлектростанцию с приплотинным зданием ГЭС. Согласно скорректированному проекту 2021 года, проектная мощность ГЭС должна составить 345 МВт, среднегодовая выработка — 1890 млн кВт·ч. Сооружения гидроэлектростанции расположены на реке Томь, в 388 км от её устья и в 113 км выше г. Кемерово. 
Сооружения гидроузла имеют I класс капитальности и, согласно скорректированному проекту 2021 года, включают в себя:
- русловую земляную плотину длиной 742 м, шириной по гребню 15 м, максимальной высотой 52 м и объёмом 8,455 млн м³. Отметка гребня плотины расположена на высоте 182 м над уровнем моря (по Балтийской системе высот). Плотина частично намывается, частично отсыпается из гравелисто-галечниковых грунтов, в качестве противофильтрационного элемента предполагается устройство стены в грунте из глиноцементобетона (ниже отметки 155 м до скального основания) и асфальтобетонной диафрагмы толщиной 0,9 м (выше отметки 155 м). Уже построенный участок плотины используется после дополнительной подготовки, включающей очистку от растительности, планировку откосов, отсыпки до проектной высоты и устройства противофильтрационного элемента;
- бетонную водосбросную плотину длиной 149,75 м, максимальной высотой 52 м и объёмом 252,2 тыс. м³, с водобойным колодцем. Расположена с левого берега, между земляной плотиной и зданием ГЭС, имеет шесть поверхностных водосливных пролётов шириной по 18 м, а также дополнительный донный водосброс сечением 5×5 м, рассчитана на пропуск 10 431 м³/с воды при НПУ, в том числе 9814 м³/с через поверхностный водосброс и 617 м³/с через донный водосброс. Для пропуска стока реки в период строительства плотина имеет шесть временных донных отверстий размером 7×7 м, впоследствии перекрываемых и бетонируемых. Водосбросы оборудуются плоскими затворами, для оперирования которых предусмотрены два козловых крана грузоподъёмностью по 250 т. Гашение энергии сбрасываемой воды должно происходить в водобойном колодце, днище которого закреплено железобетонными плитами. Водобойный колодец заканчивается носком-трамплином, за которым располагается необлицованный ковш, переходящий в отводящий канал;
- здание ГЭС длиной 76,5 м, включающее в себя станционную плотину с водоприёмниками, водоводами и собственно здание ГЭС приплотинного типа. Состоит из трёх агрегатных секций, к которым слева примыкает блок монтажной площадки и служебно-производственный корпус. В станционной плотине расположены шесть водоприёмных отверстий (по два на каждый гидроагрегат)(, оборудованных плоскими затворами и сороудерживающими решётками. Подвод воды к каждому гидроагрегату производится по двум водоводам сечением 7,5×7 м;
- левобережную глухую плотину, сопрягающую здание ГЭС с берегом, длиной 184,88 м, шириной 12,75 — 19,2 м и максимальной высотой 54,5 м;
- сопрягающий устой длиной 46 м и подпорные стенки верхнего и нижнего бьефов, которые обеспечивают сопряжение водосливной и земляной плотин;
- подводящий и отводящий каналы (общие для водосбросной плотины и здания ГЭС), с подпорными стенками;
- разделительная стенка;
- открытое распределительное устройство (ОРУ) напряжением 220 кВ.

В здании ГЭС должны быть установлены три вертикальных гидроагрегата мощностью по 115 МВт, с поворотно-лопастными турбинами ПЛ 40-В-655, работающими при расчётном напоре 34,5 м при расчётном расходе 373 м³/с. Также в машинном зале устанавливается мостовой кран грузоподъёмностью 500 тонн. Электроэнергия с генераторов на напряжении 13,8 кВ должна подаваться на три трехфазных силовых трансформатора мощностью по 160 МВА, а с них через ОРУ 220 кВ — в энергосистему по двум двухцепным линиям электропередачи длиной около 40 км до существующей ЛЭП 220 кВ ПС Кемеровская — Беловская ГРЭС.
Напорные сооружения ГЭС должны образовать крупное Крапивинское водохранилище. Площадь водохранилища при нормальном подпорном уровне 612,4 км², длина 148 км, максимальная ширина 12 км. Полная и полезная ёмкость водохранилища составляет 10,25 и 8,25 км³ соответственно, что позволит осуществлять сезонное регулирование стока. Отметка нормального подпорного уровня водохранилища составляет 175 м над уровнем моря (по Балтийской системе высот), форсированного подпорного уровня — 179,22 м, уровня мёртвого объёма — 154,7 м.

## Текущее состояние сооружений и зоны затопления
Строительство гидроузла было остановлено в 1989 году при готовности около 50 %, после чего строительная площадка была заброшена. В результате обследований, выполненных в 2019—2022 годах ВНИИГ им. Б. Е. Веденеева и институтом Ленгидропроект, было установлено, что земляная плотина построена на длине около 300 м до отметок 160—162 м при проектной отметке гребня плотины 182 м, откосы плотины имеют уклоны, не соответствующие проекту, а также деформации. Плотина заросла древесно-кустарниковой растительностью. Котлован основных сооружений затоплен, его дно покрыто отложениями грунта и строительным мусором, перемычки заросли лесом, но при этом они в целом работоспособны — уровень воды в котловане расположен ниже уровня воды в реке. Водосливная плотина, здание ГЭС и левобережная плотина построены частично, сопрягающий устой, правобережные подпорные стенки нижнего бьефа и разделительная стенка выполнены в полном объеме или близки к завершению. Большая часть поверхности бетонных сооружений имеют локальные повреждения бетона глубиной 10-15 мм, большинство горизонтальных поверхностей бетонных конструкций занесены грунтом и зарастают мхом, травой, кустарником и отдельными деревьями. Имеются участки с сохранившейся деревянной опалубкой. При этом прочность бетона соответствует проектным показателям или превосходит их. Пазовые конструкции затворов и выпуски арматуры повреждены в результате несанкционированной срезки металла, как и металлоконструкции бетоновозной эстакады. С эстакады демонтировано крановое оборудование и подкрановые пути, участок деревянного покрытия эстакады частично уничтожен в результате пожара. Площадка ОРУ-220 кВ заросла деревьями. Здания и сооружения производственных баз (за исключением некоторых объектов, используемых жителями) разрушены, оборудование и системы энергоснабжения демонтированы. Временные автодороги строительной площадки сильно повреждены, необходима их полная реконструкция.
По результатам обследования сделан вывод о возможности завершения строительства станции с использованием уже построенных сооружений при условии их достройки и проведения ряда мероприятий по восстановлению их технического состояния. На бетонных сооружениях необходимо демонтировать опалубку, произвести очистку от растительности и наносного грунта, удалить дефектный бетон на глубину 30 см, демонтировать повреждённые закладные части гидромеханического оборудования. Учитывая отсутствие информации о фактическом выполнении противофильтрационных мероприятий в основании сооружений (цементация и дренаж), их следует сделать заново. Требуется восстановление демонтированных металлоконструкций бетоновозной эстакады и замена повреждённых бетонных плит её покрытия. Котлован необходимо осушить, расчистить его дно, удалить лес и кустарник с перемычек и земляной плотины.
В зоне затопления водохранилища за прошедшие с момента остановки строительства годы вырос молодой лес мягколиственных пород с нетоварной древесиной. Численность населения в зоне затопления существенно сократилась.

## Последствия строительства Крапивинской ГЭС

### Экономические последствия
Крапивинский гидроузел запланирован в первую очередь для решения водохозяйственных задач, с попутной выработкой электроэнергии. По мнению проектной организации, завершение его строительства позволит:
- Ликвидировать дефицит водных ресурсов для водоснабжение населения, промышленности и сельского хозяйства Кемеровской и Томской областей в меженные периоды, особенно в маловодные годы;
- Обеспечить защиту от наводнений значительных территорий Кемеровской и Томской областей, расположенных ниже по течению;
- Обеспечить выработку 1,9 млрд кВт·ч в год возобновляемой электроэнергии, что позволит предотвратить выброс в атмосферу около 1 млн тонн углекислого газа в год;
- Создать условия для возобновления судоходства на реке Томь ниже по течению, а также в водохранилище;
- Создать около 500 рабочих мест в период эксплуатации гидроузла и около 3000 — в период его строительства;
- Создать водный объект с высоким рекреационным потенциалом, включая развитие водных видов спорта и любительского рыболовства.

В зону затопления Крапивинского водохранилища при НПУ 175 м попадает 54133 га земель, в том числе 51600 га земель лесного фонда с запасами древесины около 1,6 млн м³, в основном занятых нетоварным мелколиственным лесом, выросшим на месте предыдущих вырубок (в ложе водохранилища при подготовке его к затоплению в 1970-х — 1980-х годах было заготовлено более 2,5 млн м³ древесины). Планируется лесоочистка прилегающей к гидроузлу зоны, а также зоны выклинивания водохранилища, общей площадью 10394 га. В качестве компенсационного мероприятия запланирована посадка леса на площади, равной площади вырубки. Также в зону затопления попадают пять участков полезных ископаемых, из них полностью одно месторождение песчано-гравийной смеси, и частично — три участка с месторождениями рассыпного золота (не разрабатываются) и один — с месторождениями каменного угля (затрагивается на небольших участках).

### Социальные последствия
В период строительства гидроузла из зоны затопления Крапивинского водохранилища было переселено около 1500 человек, ликвидировано 14 населённых пунктов. Согласно проекту достройки Крапивинской ГЭС планируется переселение 215 человек из трёх населённых пунктов, при этом сёла Салтымаково и Ячменюха переселяются полностью, в село Усть-Нарык — частично. Посёлок Осиновое Плёсо защищается путём строительства берегоукрепления. В зону затопления и водоохранную зону водохранилища попадает 43 археологических объекта, на которых планируется проведение раскопок.

## Критика
Крапивинская ГЭС критикуется за значительные площади затопления земель. Отмечается возможность изменения микроклимата, режима реки ниже водохранилища, сокращение ареалов произрастания ряда редких растений. Также выдвигаются предположения об ухудшении качества воды в водохранилище и реке Томь.

## История строительства
В 1969 году была завершена разработка «Схемы охраны и комплексного использования водных ресурсов реки Томь». В данном документе как составная часть водоохранных мероприятий было предусмотрено строительство Крапивинского гидроузла. Разработка технического проекта гидроузла была начата институтом «Казгидропроект» в 1970 году, изыскательские работы были начаты в 1971 году. В 1974 году технический проект был рассмотрен Госпланом СССР и рекомендован к утверждению как технико-экономическое обоснование (ТЭО) первой очереди строительства. Совет Министров РСФСР в мае 1975 года утвердил ТЭО со следующими параметрами: мощность ГЭС — 300 МВт, использование установленной мощности — не менее 6000 часов в год, отметка НПУ водохранилища — 177,5 м, полная ёмкость водохранилища — 11,9 км³, полезная ёмкость — 9,6 км³, гарантированный санитарный расход у г. Кемерово — 600 м³/с. В здании ГЭС планировалось разместить три гидроагрегата мощностью по 100 МВт с поворотно-лопастными гидротурбинами ПЛ60/3160-В-600 и гидрогенераторами СВ1230/140-48УХЛ4. В ходе разработки ТЭО также рассматривалась возможность строительства второй очереди гидроузла с наращиванием гребня основных сооружений, увеличением отметки НПУ водохранилища до 190 м и повышением мощности ГЭС. Основной задачей Крапивинского гидроузла являлось регулирование стока Томи с целью обеспечения надлежащего качества воды ниже по течению реки, энергетические функции носили подчинённый характер.
Для реализации проекта была создана Дирекция строящегося Крапивинского гидроузла, функции генподрядчика были возложены на вновь организованную строительную организацию «Кузбассгидроэнергострой» Минэнерго СССР. Подготовительные работы по строительству Крапивинской ГЭС были начаты в 1976 году, работы по подготовке ложа водохранилища — в 1977 году. В 1979 году началось строительство основных сооружений гидроузла (перемычек и котлована), первый бетон был уложен в 1980 году. В соответствии с титулом стройки, открытым Госпланом СССР в 1984 году, завершение строительства предусматривалось в 1990 году. Но за несколько месяцев до запланированного перекрытия русла Томи, на волне протестного экологического движения, поддержанного широкими слоями населения (в том числе и шахтёрами Кузбасса), а также в условиях нараставшего в стране финансово-экономического кризиса, строительство гидроузла было приостановлено распоряжением Совета Министров СССР от 18 июля 1989 года. Официальной причиной приостановки строительства была названа сложная санитарно-экологическая обстановка в бассейне Томи, связанная с отставанием выполнения мероприятий по очистке сточных вод, сбрасываемых в Томь выше створа гидроузла.
К моменту приостановки строительства общая готовность строительства оценивалась в 50 %. В земляную плотину было намыто 2,5 млн м³ грунта (готовность объекта — 34,3 %), в основные сооружения уложено 330 тыс. м³ бетона (готовность — 55,4 %). Была создана необходимая инфраструктура строительства — дороги, производственная база, возведён посёлок гидростроителей Зеленогорский. Было выполнено около 80 % работ по подготовке ложа водохранилища, в частности были вырублены 42 тысячи га леса (80 % территории), выполнена значительная часть запланированных археологических работ и мероприятий по спасению попадающих в зону затопления объектов культурного наследия, а также работ по санитарной подготовке ложа водохранилища (вынос кладбищ, скотомогильников, санитарная обработка территорий населённых пунктов), с целью компенсации потерь сельскохозяйственных земель проведены мероприятия по улучшению плодородия земель на площади 3300 га, закончены работы по переустройству автомобильных дорог. Из попадавших в зону затопления 23 населённых пунктов с населением 3020 человек было ликвидировано 14 населенных пунктов, переселено около половины из общего числа населения. 
В 1991 году был разработан проект консервации гидроузла, мероприятия которого были выполнены лишь на 21 %. В 1992—2007 годах существовала дирекция строящегося Крапивинского гидроузла, поддерживавшая работоспособное состояние перемычек котлована, после ликвидации дирекции гидроузел перешёл на баланс филиала «ВерхнеОбьрегионводхоз» ФГБУ «Центррегионводхоз». Фактически сооружения гидроузла были заброшены и не охранялись, строительный котлован был затоплен, бетонные и особенно земляные сооружения заросли лесом, металлоконструкции были частично разворованы. С 1998 года началась проработка возможных вариантов завершения строительства гидроузла. В 2000 году генпроектировщиком Крапивинской ГЭС стал институт «Ленгидропроект», который в 2000—2004 годах выполнил ряд работ по оценке воздействия сооружения станции на окружающую среду, а также по обследованию построенных сооружений; в связи с прекращением финансирования эти работы не были завершены. В 2007 году обсуждалась возможность передачи гидроузла компании «Технопромэкспорт» для достройки, но данный проект не был реализован. Достройка Крапивинской ГЭС включена в проект «Программы развития гидроэнергетики России на период до 2020 года» и на перспективу до 2030 года. Также строительство ГЭС включено в «Генеральную схему размещения объектов электроэнергетики до 2020 года», утверждённую Правительством РФ; согласно этому документу, ввод ГЭС в эксплуатацию был запланирован на период с 2011 по 2015 год, но не был осуществлён.
К настоящему времени Крапивинская ГЭС является единственной крупной гидроэлектростанцией, возведение которой было начато еще в СССР и до сих пор не завершено. В 2019 году ВНИИГ им. Б. Е. Веденеева выполнил обследование сооружений гидроузла. В феврале 2020 года ПАО «РусГидро» и правительство Кемеровской области подписали соглашение о сотрудничестве по проекту завершения строительства Крапивинской ГЭС. Было отмечено, что проведённые исследования подтвердили возможность использования уже построенных сооружений. В 2021—2022 годах институтом «Ленгидропроект» были проведены работы по разработке оценки воздействия на окружающую среду Крапивинской ГЭС, а также по подготовке основных технических решений завершения строительства станции. Одновременно была произведена оценка стоимости мероприятий, необходимых для ликвидации уже построенных сооружений и рекультивации площадок строительства в случае отказа от достройки гидроузла, она составила около 20 млрд рублей. В разработанных институтом общих технических решениях была сохранена общая компоновка станции по проекту 1976 года, с внесением ряда изменений в параметры станции и конструкцию сооружений. В новом проекте отметка НПУ водохранилища была снижена на 2,5 м, с 177,5 м до 175 м, что позволило значительно сократить объемы необходимых работ в зоне затопления. В частности, количество переселяемого населения снизилось с 990 до 215 человек, протяжённость переустраиваемых дорог — с 20 до 5 км и ЛЭП — с 17,5 км до 5 км, затрагиваемых кладбищ — с 6 до 2, скотомогильников — с 2 до 1, протяжённость необходимого берегоукрепления сокращается с 5,4 км до 1,8 км. Также значительно сокращается влияние водохранилища на участки добычи полезных ископаемых и снижается заболачивание поймы в наиболее освоенной хвостовой части водохранилища. При этом, за счёт применения более эффективного оборудования, мощность ГЭС удалось увеличить с 300 до 345 МВт, а среднегодовая выработка электроэнергии практически не изменилась. Также был сохранён гарантированный расход Томи у Кемерово в объёме не менее 600 м³/с.
11 ноября 2020 года комитет Государственной Думы по энергетике одобрил проект достройки Крапивинской ГЭС, по предварительным оценкам, стоимость завершения строительства станции составит 45 миллиардов рублей. В 2021 году о заинтересованности в реализации проекта заявила компания En+, по оценкам которой стоимость достройки составляет 20 млрд рублей. В том же году Крапивинская ГЭС планируемой мощностью 399 МВт была внесена в схему территориального планирования России. В феврале 2022 года в Кемеровской области прошли общественные слушания по проекту достройки гидроэлектростанции.
В декабре 2022 года Крапивинская ГЭС была включена в Генеральную схему размещения объектов электроэнергетики до 2035 года. Мощность станции указана равной 345 МВт, ввод в эксплуатацию запланирован на 2026—2030 годы. В опубликованном в 2024 году проекте Генеральной схемы размещения объектов электроэнергетики до 2042 года пуск гидроагрегатов Крапивинской ГЭС намечен на 2031—2032 годы.